# Coccidiózis
A Coccidiosis gyűjtőfogalom, amely az Eimeria, Isospora, valamint a Tyzzeria genusba tartozó egysejtű (újabb feltételezések szerint a parazitikus életmód miatt leegyszerűsödött többsejtű) élősködők okozta fertőzöttségeket jelöli.
Ezek – kórokozó fajok esetén – különféle tünetekkel járhatnak. A kórokozók különböző szerveket betegíthetnek meg (leggyakrabban a gyomor-bél csatorna). A gazdafaj és a tünetek mindig az adott kórokozó fajra jellemzőek. Közös vonásuk a fejlődésmenetükben keresendő. A szájon át történő fertőzést követően egy ivartalan (schizogonia) és egy ivaros (gametogonia) szakaszt követően kialakul a zigóta, amelyből a következő szakaszban (sporogonia) kialakul a fertőző alak oocysta, ami a bélsárral ürül. Az oocysta a környezetben egy rövidebb-hosszabb érési folyamat után válik fertőzőképessé (sporulált oocysta), és ezt sokáig meg is tartja.
Szinte minden háziállatfajnak megvannak a saját coccidiumfajai, legnagyobb gazdasági jelentősége a baromfi- és sertéstelepeken van, ahol ezek ellen rendszeres megelőző védekezés folyik. Házityúkban az Eimeria tenella, E. necatrix és az E. brunetti, sertésben az Isospora suis fajok okozhatnak különböző súlyosságú bélgyulladást, ami étvágytalansághoz, hasmenéshez, súlyos esetben akár elhulláshoz is vezethet. Súlyos emésztőszervi tünetekkel járhat továbbá a fertőzöttség fiatal szarvasmarhákban (E. zuernii, E. bovis), lúdban bél- (E. anseris, E. nocens) és vesegyulladást (E. truncata),  valamint nyúlban, ez utóbbiban legnagyobb jelentősége az epeércoccidiosinak (E. stiedai) van. Az enyhébb, vagy a kisebb kórokozó képességű fajok okozta fertőzöttség nem jár látható tünetekkel, viszont a testtömeg-gyarapodás ill. a tej-, vagy tojástermelés csökkenése, valamint egyéb kórokozók hatásának súlyosbítása révén okozhat gazdasági károkat. Mivel fejlődésük gazdafajhoz kötött, ebből következően az emberre nem veszélyesek.